# Arimantas
Arimantas ist ein litauischer männlicher Vorname, abgeleitet von Rimantas. Die weibliche Form ist Arimantė.

## Personen
- Arimantas Dumčius (*  1940), Arzt und Politiker, Professor
- Arimantas Juvencijus Raškinis (* 1944), Biophysiker und Politiker, Mitglied des Seimas